# Lomboki repülőkutya
A lomboki repülőkutya (Pteropus lombocensis)  az emlősök (Mammalia) osztályába, azon belül a denevérek (Chiroptera) rendjébe és a nagy denevérek alrendjébe tartozó repülőkutyafélék (Pteropodidae) családjának egyik faja.

## Előfordulása
Indonézia és Kelet-Timor területén honos. Indonéziának a következő szigetein fordul elő: Lombok, Sumbawa, Komodo, Flores, Lomblen, Pantar, Alor és Timor.